# Stephan Schmid (Philosoph)
Stephan Schmid ist ein Schweizer Philosoph.

## Leben
Von 2003 bis 2004 war er wissenschaftliche Hilfskraft am Lehrstuhl für theoretische Philosophie an der Universität Basel. Von 2004 bis 2006 war er studentische Hilfskraft am Lehrstuhl für theoretische Philosophie an der Humboldt-Universität zu Berlin. 2009 wurde er wissenschaftlicher Mitarbeiter am Lehrstuhl für theoretische Philosophie an der Humboldt-Universität zu Berlin. Im Herbst 2012 war er Gastwissenschaftler an der University of Toronto. Im Frühling 2013 war er Gastwissenschaftler an der Yale University. Im November 2015 lehnte er einen Ruf als Assistant Professor for Early Modern Philosophy an die University of Chicago ab. Seit Frühjahr 2016 lehrt er als Professor für Geschichte der Philosophie an der Universität Hamburg.

## Schriften (Auswahl)
- Finalursachen in der frühen Neuzeit. Eine Untersuchung der Transformation teleologischer Erklärungen (= Quellen und Studien zur Philosophie Band 99). De Gruyter, Berlin 2011, ISBN 978-3-11-024665-0 (zugleich Dissertation, HU Berlin 2010).
- mit Dominik Perler (Hrsg.): Final Causes and Teleological Explanations (= Logical Analysis and History of Philosophy Band 14). Mentis, Paderborn 2011, ISBN 3-89785-163-6.
- mit Barbara Vetter (Hrsg.): Dispositionen. Texte aus der zeitgenössischen Debatte (= Suhrkamp-Taschenbuch Wissenschaft Band 2092). Suhrkamp, Berlin 2014, ISBN 978-3-518-29692-9.
- (Hrsg.): Philosophy of mind in the late middle ages and renaissance (= The history of the philosophy of mind Band 3). Routledge, London/New York 2019, ISBN 978-1-138-24394-1.